# 切爾沃尼蓋 (科羅斯特舍夫區)
50°26′36″N 28°51′14″E / 50.44333°N 28.85389°E
切爾沃尼蓋（烏克蘭語：Червоний Гай）是烏克蘭北部的村莊，隸屬日托米爾州的日托米爾區。該村面積0.32平方公里，海拔高度205米，2001年人口52，人口密度每平方公里164.04人。